# Église Saint-Léger de Lens
Pour les articles homonymes, voir Église Saint-Léger.
L’église Saint-Léger de Lens, est une église située rue Berthelot à Lens dans le Pas-de-Calais.

## Histoire

### Les premiers édifices
L'église actuelle est le troisième édifice érigé à cet emplacement. La première église Saint-Léger est construite au cours de la première moitié du Xe siècle, vraisemblablement sous Eustache Premier, comte de Boulogne et de Lens. Endommagée pendant la guerre de Trente Ans, un chantier de réparation est lancé à la fin du XVIIe siècle, qui conduit à son effondrement.

### L'église du XVIIIe siècle
En mai 1776, la première pierre d'une nouvelle église Saint-Léger est posée au même emplacement. Bâtie dans le style jésuite par les frères Leclercq d'Aire-sur-la-Lys, elle est inaugurée le 18 janvier 1780. En 1793, l'église est convertie en temple de la Raison. En 1794, elle est transformée en fabrique de poudre puis en magasin de fourrage. Elle n'est restituée au culte qu'en 1803. À partir d'octobre 1914, Lens est occupée par les armées allemandes qui réquisitionnent l'église pour leur seul usage. Dès 1915, elle est endommagée par les bombardements. Elle est complètement détruite lors d’un bombardement le 19 janvier 1916.

### La reconstruction pendant l'entre-deux-guerres
Le conseil municipal décide de la reconstruction de l'église lors d'une délibération le 17 juin 1921. Le projet est lancé le 9 juin 1923 et la première pierre posée le 8 juin 1924. Le 24 mai 1926, Eugène Julien, évêque d'Arras, procède à l'inauguration. La chaire est inaugurée en 1928 et les grandes orgues terminées en avril 1930.

### Les restaurations de la fin du  XXe siècle
En 1940, Lens est de nouveau occupée et l'église est endommagée par une torpille le 23 mai 1940. Elle est de nouveau touchée le 11 août 1944, mais sa structure n'est pas détruite.
Par la suite, le dôme a été complètement refait en 1981 et l'édifice a été entièrement rénové en 1996. Depuis 2003, l'église Saint-Léger - qui dessert le centre-ville - fait partie du regroupement de paroisses Saint-François-d'Assise de Lens; la messe dominicale y est célébrée tous les dimanches à 10 heures 45.

## Architecture

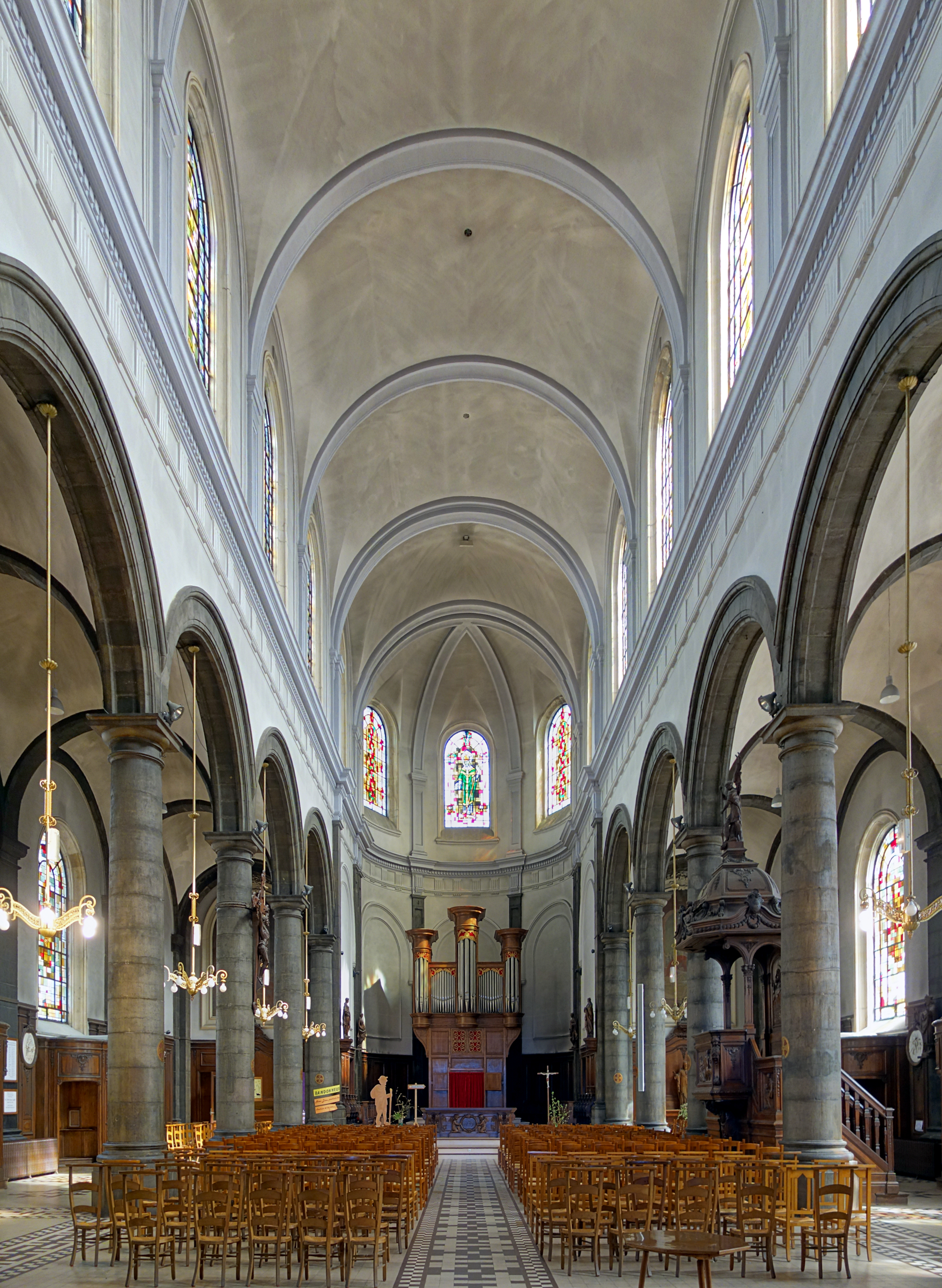
Vue intérieure de la nef.

Reconstruite dans un style très proche de l'église détruite pendant la guerre, la structure de l'église actuelle n’est plus en pierres mais en béton armé.
Elle se compose d’une nef et bas-côtés de cinq travées avec arcs boutants, un chevet en hémicycle, un clocher accolé en avant de la façade. Le narthex est percé d’un portail principal et de deux entrées latérales. Le chœur, voûté en cul de four, est éclairé de trois vitraux dont celui du centre représente saint Léger. Le carrelage de la nef dessine des croix de Jérusalem. Nef et bas-côtés, voûtés en berceau, sont séparés par des colonnes supportant des arcs plein cintre.

## Mobilier
Seul vestige de l'église détruite, une statue de la Vierge Marie du XVIIe siècle retrouvée dans les décombres est située dans la chapelle des morts de la Grande Guerre. Elle est classée monument historique, au titre d'objet depuis le 12 mai 1944.
L'orgue, de type classique français, est placé dans le chœur. Il a été réalisé par le facteur Michel Garnier de Lumbres et inauguré en 1988.
L'instrument a été construit de 1984 à 1988 par Michel Garnier, facteur d'orgues à Acquin-Westbécourt. Le facteur d'orgues a réutilisé une partie des tuyaux en bois de l'ancien instrument. Le buffet, d'inspiration classique, a été réalisé par René Debray, ébéniste à Saint-Nicolas-lez-Arras.